# Операция «Панцерфауст»
Операция «Панцерфауст» (нем. Unternehmen Panzerfaust) — спецоперация Германии по насильственной смене правительства Венгрии немецкими войсками во время Второй мировой войны в октябре 1944 года с целью не допустить выхода Венгрии из войны. Когда Адольф Гитлер получил информацию, что регент Венгрии адмирал Хорти тайно ведёт переговоры с СССР о прекращении боевых действий со стороны венгерских войск, он отправил в Венгрию командира спецподразделений войск СС оберштурмбаннфюрера Отто Скорцени и барона Адриана фон Фёлькерзама. Гитлер опасался, что капитуляция Венгрии откроет его южный фланг советским войскам и изолирует миллион немецких солдат, ещё сдерживавших советское наступление на Балканском полуострове. Операция прошла по образцу операции «Маргарете» в марте 1944 года.

## Отправка спецподразделений
Гитлер поручил Отто Скорцени отстранить Хорти от власти, когда стало известно, что его сын, Хорти-младший, встречался с советскими представителями. Скорцени подготовил спецоперацию, в рамках которой Хорти-младший получил через агентов немецкой Службы безопасности информацию, что якобы посланцы маршала Югославии Тито хотят встретиться с ним. На первой встрече Хорти-младший заметил подозрительных лиц вблизи предполагаемого места встречи и предпочёл уйти. Вторая встреча была назначена на 15 октября 1944 года в офисе Феликса Борнемисса, директора дунайских портов. Хорти-младший явился в здание, но при входе Скорцени и его люди напали и избили его. Затем они похитили Хорти-младшего под угрозой оружия, завернули его в ковёр, отвезли в аэропорт и вывезли в Вену. Оттуда он был перевезён в концентрационный лагерь Маутхаузен.

## Хорти объявляет о перемирии
Через авторитетного генерала Белу Миклоша регент Хорти установил контакт с советскими войсками на востоке Венгрии и попытался начать переговоры о прекращении войны, рассчитывая капитулировать при условии сохранения своей власти. Хотя Хорти был убеждённым антикоммунистом, его отношения с нацистами привели его к выводу, что на данном этапе Советский Союз будет для Венгрии гораздо меньшим злом. В переговорах с СССР Хорти добился гарантий, что Венгрия останется суверенной.
Во время заседания Совета Короны Хорти выступил с речью, в которой обвинил правительство Германии во «втягивании» Венгрии в войну, заявив при этом следующее:
Сегодня очевидно для любого здравомыслящего человека, что немецкий Рейх проиграл войну. Все правительства, ответственные за судьбу своих стран, должны сделать соответствующие выводы из этого факта. Ибо, как однажды сказал великий немецкий государственный деятель Бисмарк: «Ни одна нация не должна приносить себя в жертву союзам». Я решил защитить честь Венгрии от её бывшего союзника, хотя этот союзник, вместо того, чтобы поставлять обещанную военную помощь, лишь лишил венгерскую нацию её величайшего сокровища — свободы и независимости. Я проинформировал представителя германского рейха, что мы собираемся заключить военное перемирие с нашими бывшими врагами и прекратить все военные действия против них.
В 14:00 часов 15 октября 1944 года Хорти объявил по радио о подписании перемирия с Советским Союзом. Тем не менее немцы были осведомлены о закулисных маневрах Хорти и уже составили свой план по замене его правительства людьми, лояльными Германии. С помощью немцев Партия скрещённых стрел захватила радиостанцию вскоре после того, как Хорти объявил о перемирии. Члены партии написали встречную прокламацию и использовали в качестве подписи имя начальника Генерального штаба венгерской армии, генерала Вёрёша. Командиры двух венгерских воинских частей в Будапеште и их заместители пропали без вести (скорее всего, они были арестованы или убиты немцами).

## Немцы занимают Будайскую крепость
Скорцени беспрепятственно и демонстративно провел колонну немецких войск и четыре танка «Тигр II» к Венским воротам Будайской крепости. Хорти признал, что у него не было никаких средств для борьбы с немецкой бронетехникой и превосходящими силами. Он издал приказ, что «никакого сопротивления немцам оказываться не должно»:290. Впрочем, одно из подразделений не получило этого приказа и потому сражалось с немцами в течение примерно 30 минут. Немцы быстро и с минимальным кровопролитием захватили Будайскую крепость, потеряв только семь солдат убитыми и 26 ранеными.

## Захват Хорти
Хорти был взят под стражу Веезенмайером и его людьми 15 октября. Всю ночь он провёл в помещениях СС, после чего вернулся во дворец, чтобы собрать свои личные вещи. Там он вручил премьеру Гезе Лакатошу машинописный документ, в котором было объявлено, что он отказывается от перемирия и отрекается в пользу лидера партии скрещённых стрел Салаши. Хорти признался Лакатошу, своему личному другу, что он подписал документ из-за того, что жизнь его сына была поставлена на карту. Позже он так объяснил свою капитуляцию: «Я никогда не ушёл бы в отставку и не назначил Салаши премьером, я просто обменял свою подпись на жизнь моего сына. Подпись, поставленная под дулом пулемёта, имеет мало легитимности».
Несмотря на торжественное обещание Веезенмайера добиться освобождения сына Хорти из немецкого концлагеря, Хорти-младший оставался пленником до конца войны. Сам Хорти был вывезен в замок Хиршберг возле Вайльхайм-ин-Обербайерн и охранялся солдатами Ваффен СС. 1 мая 1945 года генерал-лейтенант Александер Патч, командир 7-й армии США, посетил Хорти в его тюрьме. Поскольку Венгрия до конца вела боевые действия на стороне Германии, Хорти считался военнопленным. Семь месяцев спустя, 17 декабря 1945 года, он был освобождён из тюрьмы Нюрнберга и воссоединился со своей семьёй в частном доме в Вайльхайме.